# Alfred Marsh
Alfred Marsh (Clerkenwell, 3 de noviembre de 1858 - Hastings, 13 de octubre de 1914) fue un anarcocomunista inglés, miembro de la Social Democratic Federation. Se integró al anarquismo en 1887 y a partir de 1888 contribuyó con el periódico Freedom junto a Piotr Kropotkin. Tras una crisis en que la publicación dejó de editarse, sustituyó a Charlotte Wilson como editor responsable en 1895 hasta 1912. También editó 8 números del periódico sindicalista Voice of Labour en 1907.

## Biografía
Marsh nació en Clerkenwell, Londres, el 3 de noviembre de 1858. Tras perder a su madre a una edad temprana, fue educado por su padre, de inclinación radical. Su padre era muy amigo del laicista y pionero cooperativista George Holyoake. Más adelante, tomaría como segunda esposa a una hija de Holyoake (Emilie Ashurst Holyoake)[1] Su infancia estuvo fuertemente influenciada por las ideas radicales de Robert Owen y de su colaborador Henry Travis.
Alrededor de 1883 leyó el libro de Bakunin Dios y el Estado, que le dejó una impresión duradera. Fue expulsado por su padre por tener una relación con una mujer de su fábrica de cepillos. A partir de ahí, Marsh se ganó la vida trabajando como violinista en orquestas de teatro y dando clases de música. Se dice que tenía un estilo de vida modesto y que contribuía regularmente con sus escasos ingresos a que el periódico Freedom se mantuviera a flote a lo largo de los años. Como muchos otros radicales, en 1886 se afilió a la Federación Socialdemócrata. No obstante, disgustado por el carácter abusivo y oportunista de Henry Hyndman y sus seguidores, se marchó poco después.
La revuelta de Haymarket le provocó una fuerte impresión. Es por eso que a partir de ese momento pasó a considerarse anarcocomunista.